# Roust Corporation
Roust Corporation (Руст) — другий за величиною виробник горілки в світі і найбільша алкогольна компанія в Центральній і Східній Європі. До складу холдингу входять дистрибуторська компанія «Руст Інк.», «Рускій стандарт водка», італійський винний дім Gancia.
Також в Roust входить весь портфель марок «Російський стандарт», «Зелена марка», «Парламент», «Журавлі», «Маруся». та агентські бренди віскі Glenfiddich, коньяк Remy Martin. Назва Roust дана і всім міжнародним офісам у Великій Британії, США, Угорщині, Канаді, В'єтнамі та Україні.

## Діяльність
Компанія була створена у 1992 році як «Руст Інк» російським бізнесменом Рустамом Таріко. Спочатку Таріко займався реалізацією в Росії зарубіжних алкогольних напоїв, таких як вермут Martini і віскі Johnny Walker. Пізніше, у 1998 році була розроблена марка горілки «Російський стандарт» і створений однойменний холдинг.
У 2011 році «Руст Інк» придбав мажоритарний пакет акцій компанії Gancia — виробника італійських ігристих вин і вермуту.
У 2013 році Таріко придбав найбільшого в Східній Європі польського виробника горілки CEDC (Central European Distribution Corporation), отримавши 100 % акцій компанії.
У 2014 році Рустам Таріко об'єднав всі бренди в єдиний холдинг Roust, до складу якого увійшли не тільки алкогольні бренди, але і банк «Російський стандарт», страхова компанія «Російський Стандарт Страхування», «Російський Стандарт Горілка», НПф «Російський стандарт».
Roust знаходиться на 274 місці в загальному рейтингу, займає 365 місце в рейтингу по прибутку, і 187-е за вартістю активів. За даними Forbes на 2015 рік, компанія знаходиться на 138-му місці в загальному рейтингу з виручкою в 44 млрд рублів.
У 2016 році компанія допустила дефолт за облігаціями на $37 млн, а в січні 2017 року направила до суду Манхеттена клопотання про банкрутство. Як пояснив глава Roust Гранд Вінтертон, труднощі з виплатою боргу виникли в тому числі через економічний спад в Польщі, Росії, Казахстані та Україні, а також труднощі з фінансуванням в банках РФ і заборону на поставки російської продукції в Україну (через що бізнес корпорації в Україні скоротився на 90 %).
Восени 2021 року було підписано умовну угоду з Roust Corporation про придбання CEDC, власника популярних алкогольних брендів, таких як: Żubrówka, Soplica, Absolwent і Bols. Угода набула чинності після схвалення поглинання Управлінням з питань конкуренції та захисту прав споживачів та була завершена в лютому 2022 р. Maspex Group завершила придбання CEDC International та її дочірньої B2B компанії Wine & Spirits.
В Україні холдинг має інвестиції у вигляді банку Російський стандарт.